# لیندا مورایس
لیندا مورایس (به انگلیسی: Linda Morais،  زادهٔ ۳۱ ژوئیهٔ ۱۹۹۳) یک کشتی‌گیر آزادکار اهل کانادا است. وی سابقه حضور در المپیک ۲۰۲۴ پاریس را دارد.  
از افتخارات وی می‌توان به کسب مدال طلا مسابقات قهرمانی کشتی جهان ۲۰۱۹ و دو مدال برنز مسابقات قهرمانی کشتی جهان ۲۰۱۹ و مسابقات قهرمانی کشتی جهان ۲۰۲۲ اشاره کرد.